# Svatove
Svatove (en ukrainien : Сватове) ou Svatovo (en russe : Сватово) est une ville de l'oblast de Louhansk, en Ukraine, et le centre administratif du raïon de Svatove. Sa population s'élevait à 18 241 habitants en 2013.

## Géographie
Svatove se trouve à 127 km — 160 km par la route — au nord-ouest de Louhansk, en Ukraine. Elle est arrosée par la rivière Krasna (en ukrainien : Красна). C'est un important nœud ferroviaire et routier.

## Histoire
Le territoire de l'actuelle ville de Svatove commence à être peuplé de paysans et de Cosaques dans les années 1660. C'est alors qu'est fondé le sloboda Svatova Loutchka, dont le nom provient d'une rivière aujourd'hui disparue, la Svakhy. Svatova Loutchka assure la protection des frontières méridionales de la Russie contre les raids des Tatars de Crimée et des Nogais. Au début du XVIIIe siècle, Svatova Loutchka dépend sur le plan administratif du régiment cosaque d'Izioum. La plupart des habitants sont des Cosaques, qui participent à la prise d'Azov par Pierre le Grand et à la bataille de Poltava (1709). La suppression du système administratif et des privilèges des régiments cosaques, en 1765, provoque des troubles. À la fin du XVIIIe siècle, la population vit principalement de l'agriculture et de l'élevage, mais l'artisanat progresse (chaussures, distillerie, fabrication de chariots, de roues, de charrues, de tissus). Des foires ont lieu quatre fois par an.
Au XIXe siècle, Svatova Loutchka conserve une importante présence militaire, mais la fonction commerciale demeure avec six foires annuelles, où l'on achète des céréales, des animaux d'élevage, des produits d'artisanat. La construction de la ligne de chemin de fer Koupiansk – Lyssytchansk, en 1895, favorise l'essor économique de Svatova Loutchka et la gare de Svatove est construite. Située au cœur d'une riche région agricole et au carrefour de plusieurs routes commerciales, Svatova Loutchka s'affirme bientôt comme une des grandes gares du chemin de fer d'Ekaterinoslav. À côté de la gare sont construits un dépôt de locomotives et des ateliers de réparation où travaillent 200 ouvriers. Plusieurs petites entreprises se développent dans la ville (briqueterie, huilerie). En 1911, Svatova Loutchka compte 14 877 habitants et 2 135 maisons d'habitation. En 1923, la localité est rebaptisée Svatove. En 1938, elle accède au statut de ville et de centre administratif de raïon.
Au commencement de la guerre du Donbass entre l'armée ukrainienne et des séparatistes pro-russes en 2014, le conseil municipal de Svatove a soutenu l'unité nationale de l'Ukraine, boycotté le référendum d'indépendance organisé par les autorités de la république populaire de Lougansk, a organisé la défense de la ville en déployant le 22e bataillon d'infanterie motorisé et tenu l'élection présidentielle ukrainienne de 2014.
La ville est prise le 3 mars 2022 par les forces armées russes lors de l'invasion de l'Ukraine par la Russie en 2022.
Le 10 septembre 2022, dans le cadre de la contre-offensive d'été, les forces russes quittent la ville en urgence. Elles reviennent occuper la ville le 17 septembre et renforcent ses défenses[réf. nécessaire].

## Population
| 1773  | 1862  | 1911   | 1939    | 1959    | 1970    |
| ----- | ----- | ------ | ------- | ------- | ------- |
| 2 928 | 7 000 | 14 877 | 20 799* | 21 455* | 23 002* |

| 1979    | 1989    | 2001    | 2011   | 2012   | 2013   |
| ------- | ------- | ------- | ------ | ------ | ------ |
| 22 628* | 21 625* | 19 495* | 18 417 | 18 339 | 18 241 |

## En images

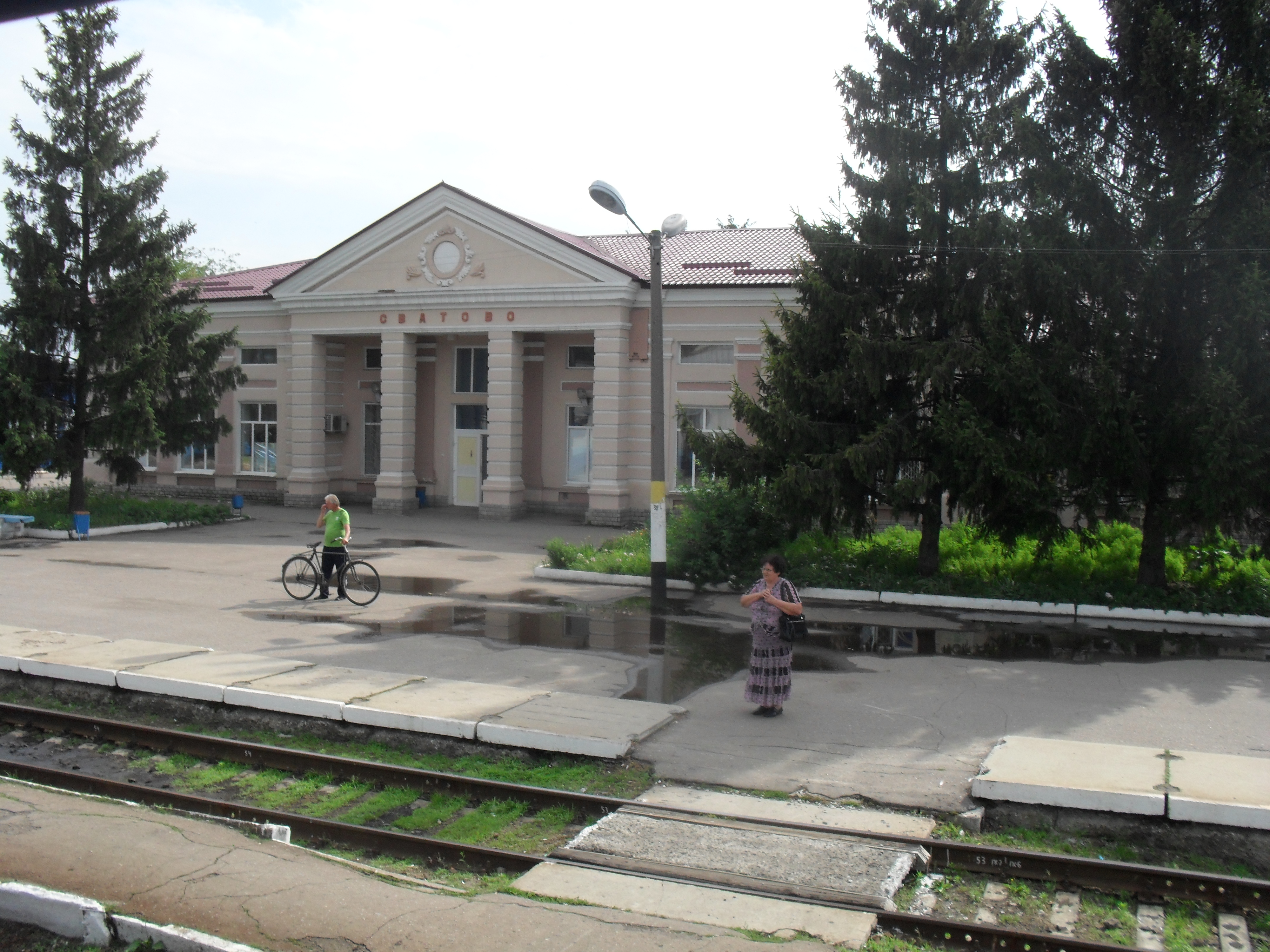
La gare de Svatove, classée[8],
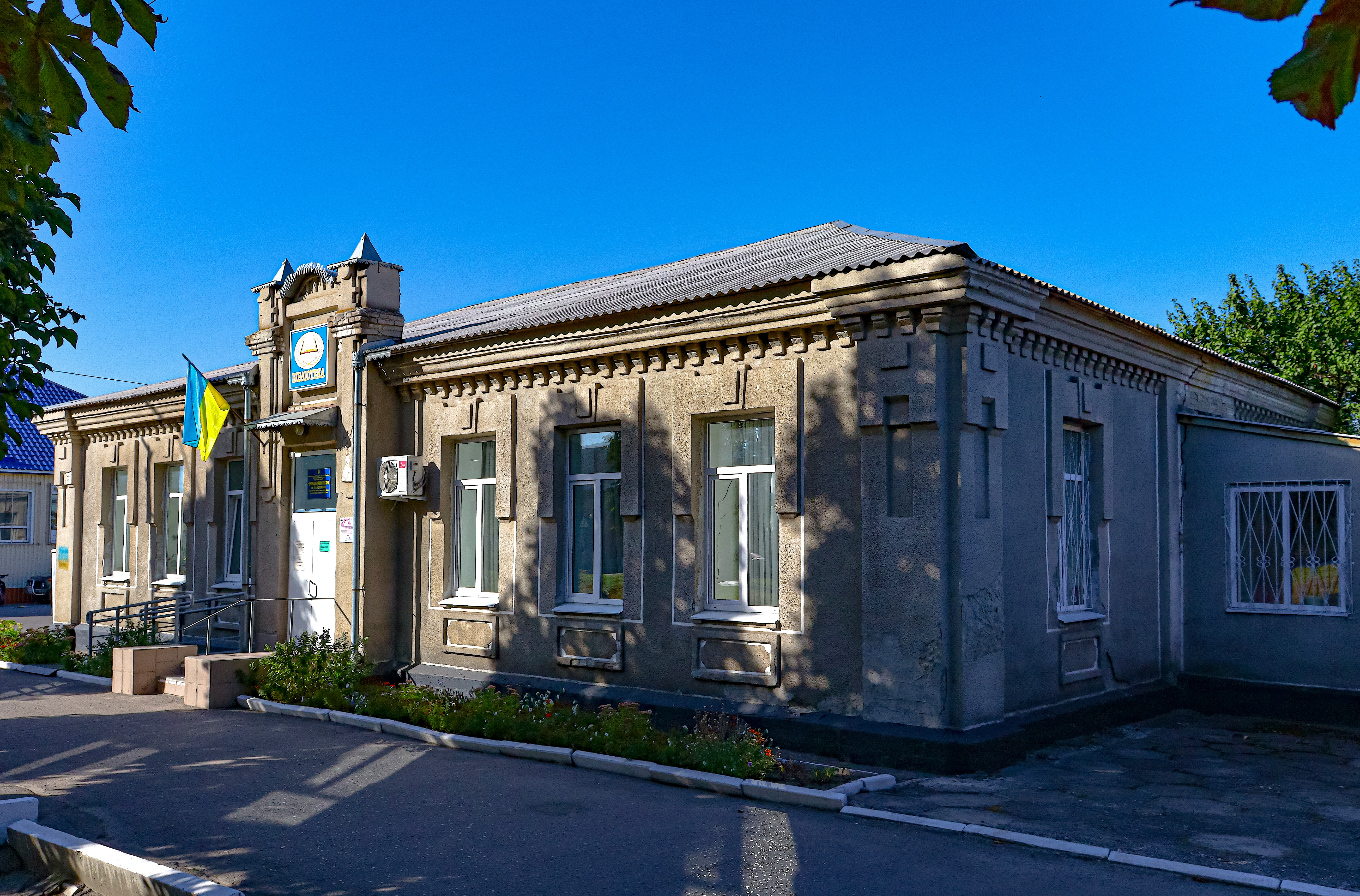
la mairie, classée[9],
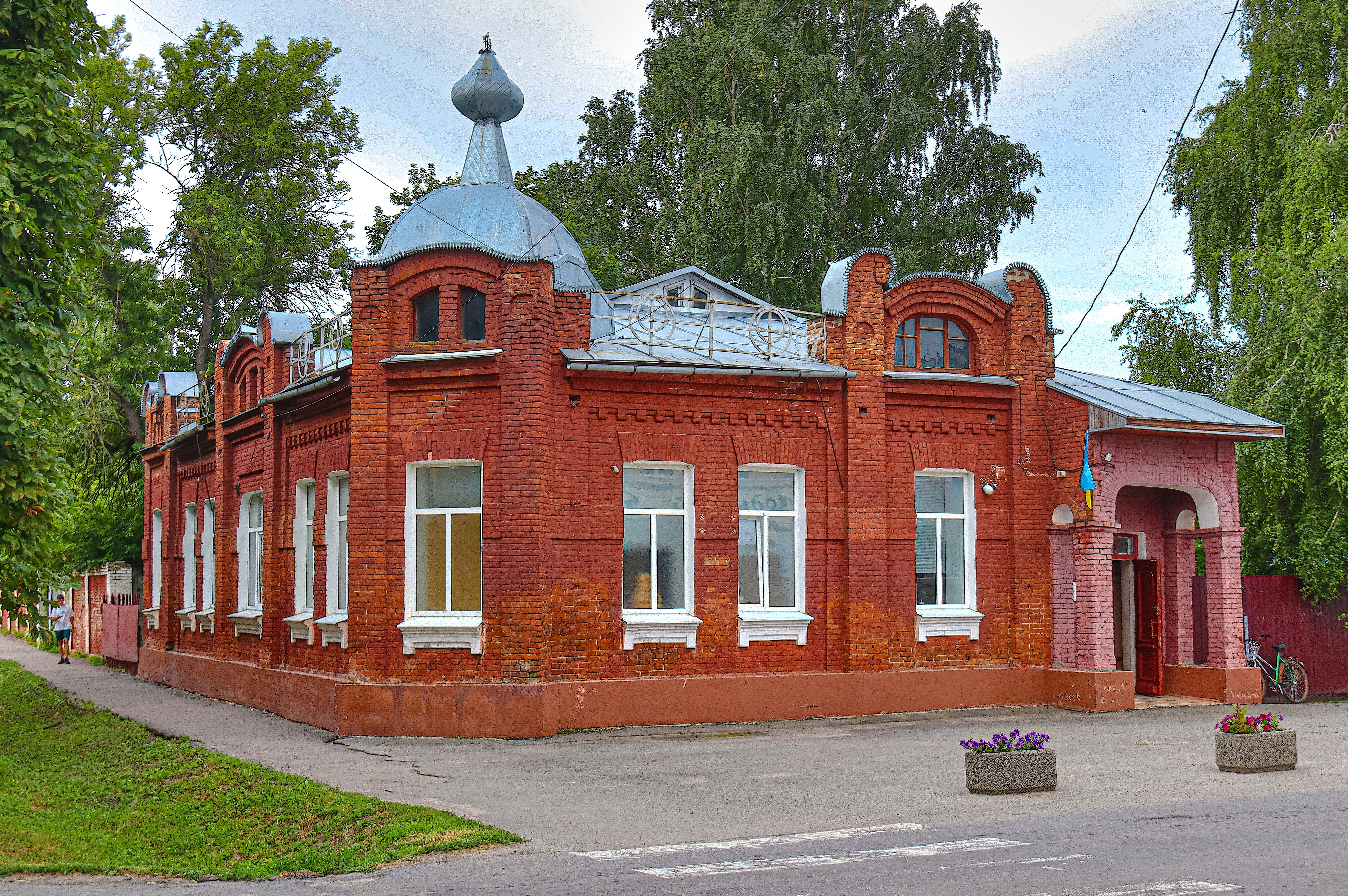
manoir, classé[10],
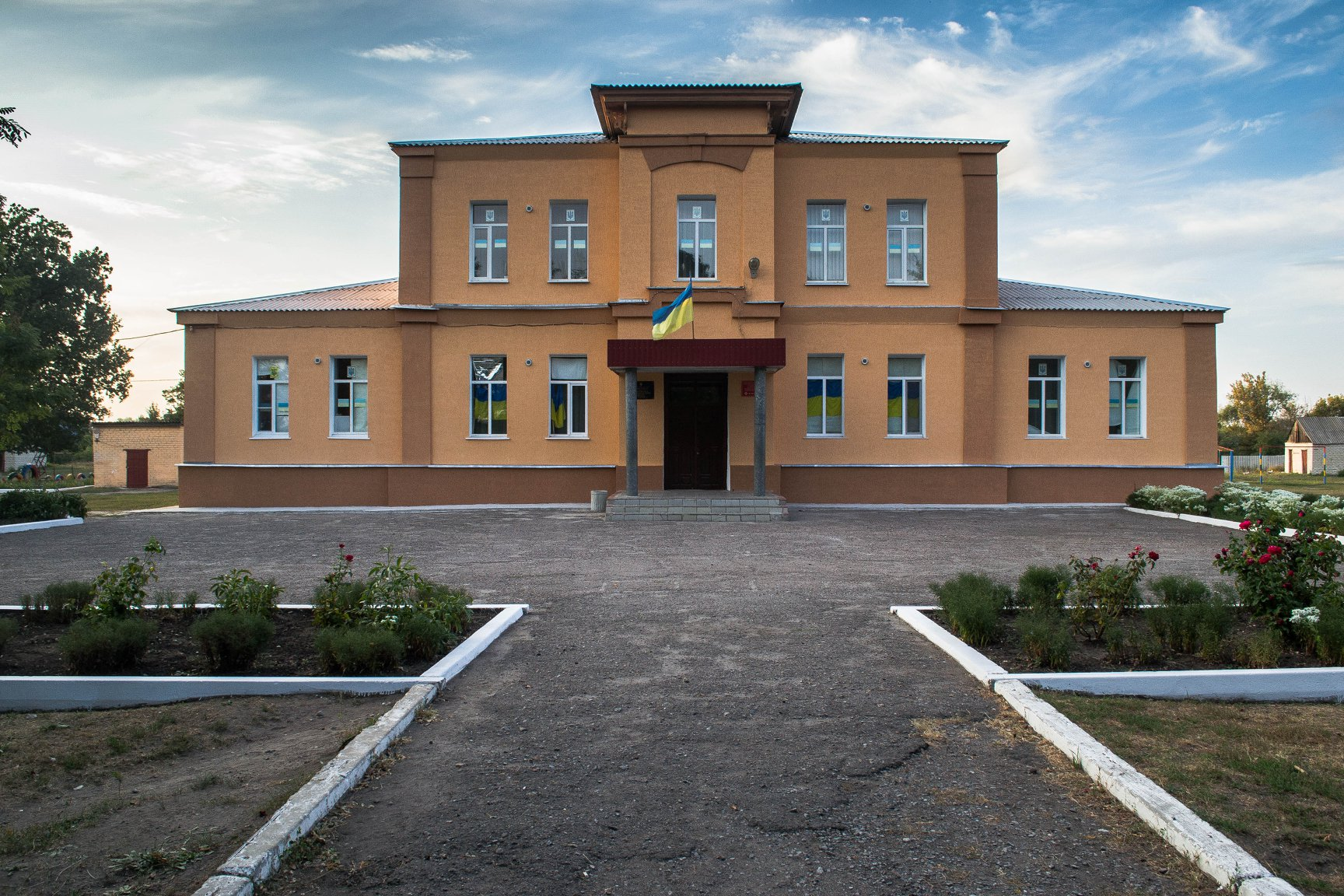
école N°1, classée[11],
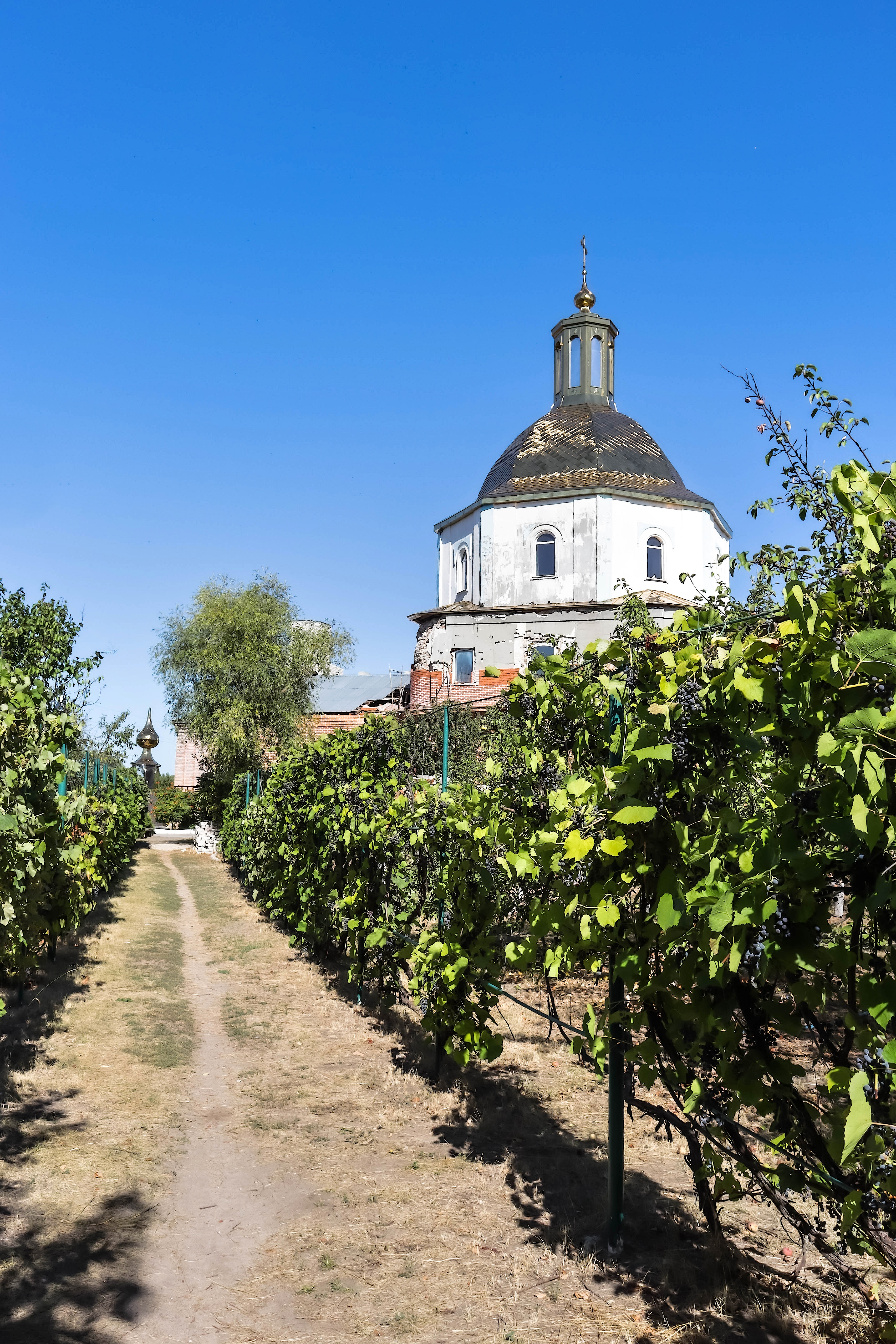
l'église st-André, classée[12].